# Монгазен
Монгазе́н (фр. Montgazin, окс. Montgasin) — коммуна во Франции, находится в регионе Юг — Пиренеи. Департамент — Верхняя Гаронна. Входит в состав кантона Карбон. Округ коммуны — Мюре.
Код INSEE коммуны — 31379.

## География
Коммуна расположена приблизительно в 630 км к югу от Парижа, в 35 км к югу от Тулузы.

## Климат
Климат умеренно-океанический. Зима мягкая и снежная, весна характеризуется сильными дождями и грозами, лето сухое и жаркое, осень солнечная. Преобладают сильные юго-восточные и северо-западные ветры.

## Население
Население коммуны на 2010 год составляло 165 человек.
| 1962 | 1968 | 1975 | 1982 | 1990 | 1999 | 2010 |
| ---- | ---- | ---- | ---- | ---- | ---- | ---- |
| 175  | 162  | 133  | 122  | 125  | 151  | 165  |

## Экономика
В 2010 году среди 109 человек трудоспособного возраста (15—64 лет) 88 были экономически активными, 21 — неактивными (показатель активности — 80,7 %, в 1999 году было 75,0 %). Из 88 активных жителей работали 83 человека (41 мужчина и 42 женщины), безработных было 5 (2 мужчин и 3 женщины). Среди 21 неактивных 11 человек были учениками или студентами, 5 — пенсионерами, 5 были неактивными по другим причинам.